# Aleeta curvicosta
Aleeta curvicosta is een insect dat behoort tot de cicadenfamilie van de zangcicaden Cicadidae. De wetenschappelijke naam van de soort is voor het eerst geldig gepubliceerd in 1834 door Germar als  Cicada curvicosta.

## Voorkomen
De soort is endemisch in Australië, waar hij voorkomt in de staten Queensland en New South Wales.